# کباب برگ
کباب برگ گونه‌ای کباب ایرانی است. این کباب، از گوشت گوسفند یا مغز ران گوساله است و بیشتر با چلو خورده می‌شود.
گوشت کباب برگ را برای تُرد شدن، مدتی در پیاز خلال شده، گرد انجیر به مدت کم (بسته به میزان انجیر) یا در ماست و نمک می‌خوابانند. کباب برگ بیشتر در چلوکبابی‌ها سرو می‌شود.